# Compsibidion tuberosum
Compsibidion tuberosum är en skalbaggsart som beskrevs av Martins 1971. Compsibidion tuberosum ingår i släktet Compsibidion och familjen långhorningar. Inga underarter finns listade i Catalogue of Life.